# Tjaša Fabjančič
Tjaša Fabjančič (* um 1987) ist eine slowenische Jazzmusikerin (Gesang, Komposition).

## Leben und Wirken
Fabjančič, die in einem Dorf in Südost-Slowenien aufwuchs, erhielt in ihrer Kindheit Klavierunterricht; später spielte sie Perkussion. Sie absolvierte ein Anthropologie-Studium in Ljubljana und verbrachte ein Studienjahr im amerikanischen Lynchburg als Stipendiatin. Dann entschied sie sich für ein Studium an der Kunstuniversität Graz. 2009 erschien Traveling, die erste CD des Quintetts Playgrounds, mit dem sie europaweit unterwegs war, in der ORF-Jazzserie von Ö1; dessen zweites Album Circles wurde 2011 beim österreichischen Label Sessionwork Records veröffentlicht.
Fabjančič legte 2013 unter eigenem Namen ihr Debütalbum Pripovedi/Erzählungen/Tales (Sessionwork Records) vor, das auf volksmusikalischem Material aus Slowenien aufbaute. 2021 folgte das Album Miniaturen im Quartett mit Michael Lagger (Klavier), Robert Jukič (Kontrabass) und Philipp Kopmajer (Schlagzeug). Sie trat weiterhin mit der RTV-Bigband in Ljubljana auf und ist auf Michael Laggers Akrostichon & Chor sowie als Solistin auf Robert Jukičs Album Drama zu hören.  

## Preise und Auszeichnungen
2009 gewann Fabjančič den 1. Preis des slowenischen Kompositionswettbewerbes Jazzon für ihr Stück „Smeh in solze“. Mit dem Quintett Playgrounds wurde sie bei europäischen Jazzwettbewerben, wie dem belgischen Jazz Hoeilaart (2008) und der ungarischen Kodolanyi Jazz Competition, ausgezeichnet.